# 傑米多夫 (斯摩棱斯克州)
55°16′N 31°31′E / 55.267°N 31.517°E
傑米多夫（俄语：Деми́дов）是俄羅斯斯摩棱斯克州西北部的一個城市。2002年人口8,786人。
1499年開埠，稱。1776年建市。1918年改以當地的布爾什維克黨人雅可夫·傑米多夫命名。